# Liste der Bodendenkmäler in Oberreichenbach (Mittelfranken)
Auf dieser Seite sind die Bodendenkmäler in der mittelfränkischen Gemeinde Oberreichenbach zusammengestellt. Diese Tabelle ist eine Teilliste der Liste der Bodendenkmäler in Bayern. Grundlage ist die Bayerische Denkmalliste, die auf Basis des Bayerischen Denkmalschutzgesetzes vom 1. Oktober 1973 erstmals erstellt wurde und seither durch das Bayerische Landesamt für Denkmalpflege geführt wird. Die folgenden Angaben ersetzen nicht die rechtsverbindliche Auskunft der Denkmalschutzbehörde.

## Bodendenkmäler in Oberreichenbach
| Lage                                       | Objekt | Akten-Nr.     | Bild |
| ------------------------------------------ | --- | ------------- | ---- |
| Oberreichenbach (Mittelfranken) (Standort) | Bestattungsplatz vorgeschichtlicher Zeitstellung mit Grabhügel. | D-5-6330-0013 |      |
| Oberreichenbach (Mittelfranken) (Standort) | Mittelalterliche und frühneuzeitliche Befunde im Bereich der Evang.-Luth. Filialkirche St. Egidien in Oberreichenbach einschließlich Friedhof mit Körperbestattungen. | D-5-6430-0073 |      |